# Wojna węgiersko-słowacka
Wojna węgiersko-słowacka (także „mała wojna” – węg. Kis háború, słow. Malá vojna) – lokalny konflikt zbrojny pomiędzy Państwem Słowackim a Królestwem Węgier, stoczony na obszarze dzisiejszej wschodniej Słowacji w dniach 23–31 marca 1939.

## Tło
Do wojny doszło na tle węgierskich dążeń do rewizji traktatu w Trianon. Przez cały okres międzywojenny podstawowym celem węgierskiej polityki była odbudowa państwa w granicach sprzed 1918. Jednym z celów pośrednich była aneksja Słowacji – całości lub przynajmniej jej południowej części, zamieszkanej przez Węgrów. Cele te zaczęły się spełniać po sprzymierzeniu się Węgier z Niemcami i Włochami pod koniec lat trzydziestych XX wieku. W wyniku pierwszego arbitrażu wiedeńskiego 2 listopada 1938 Węgry uzyskały pierwszy nabytek terytorialny kosztem (jeszcze istniejącej) Czechosłowacji – pas południowej Słowacji i Rusi Zakarpackiej o powierzchni 11 833 km², zamieszkany przez około milion ludzi.
Po rozpadzie Czechosłowacji 15 marca 1939 Węgry zaatakowały Ruś Zakarpacką i po krótkiej kampanii okupowały ją w całości. Regularne walki z miejscowymi formacjami zakończyły się 18 marca (walki partyzanckie trwały do końca kwietnia 1939).
Po upewnieniu się, że Niemcy, mimo zawartego 22 marca 1939 traktatu o ochronie, nie sprzeciwiają się rewizji granic, Węgry podjęły zbrojny atak na Słowację.

## Przebieg
Wojska węgierskie zaatakowały Słowację znad granicy z Zakarpaciem, przebiegającej rzeką Uż, zaraz po północy z 22 na 23 marca 1939. W natarciu wzięły udział 7., 8. i 24. brygada piechoty, 1. i 2. brygada kawalerii, 2. brygada zmotoryzowana oraz oddziały 9. brygady piechoty, stacjonujące w Wełykym Bereznym, Małym Bereznym i w okolicach Użhorodu. Dowódcą był generał András Littay. Rozkazy zakładały „dotarcie tak daleko na zachód, jak to możliwe”. Oddziały węgierskie nacierały w dwóch kierunkach: z Wełykiego Bereznego na Ulič i z Vyšnego Nemeckego na Sobrance. Szybko posuwały się na zachód, docierając nocą z 23 na 24 marca do linii 10–15 km na zachód od pozycji wyjściowych.
Atak węgierski nastąpił w najgorszym dla armii słowackiej okresie, gdy żołnierze narodowości czeskiej opuścili już Słowację i Zakarpacie, a nie wrócili jeszcze z Czech żołnierze słowaccy. Stacjonujące we wschodniej Słowacji 11., 12. i 17. dywizja VI korpusu, dowodzonego przez generała Augustína Malára, dysponowały tylko ułamkiem przewidzianego stanu osobowego. Ponadto armia słowacka, powstająca z podziału armii czechosłowackiej, była dopiero w trakcie organizacji i cierpiała na brak oficerów i podoficerów (oficerowie i podoficerowie narodowości słowackiej stanowili w armii czechosłowackiej odpowiednio 3,4% i 4,9%). Wreszcie jakiekolwiek akcje zbrojne utrudniał brak połączenia kolejowego między zachodnią i środkową Słowacją.
Oddziały słowackie zostały zaskoczone i nie podjęły zorganizowanego oporu. W pierwszych minutach walk Węgrzy zaskoczyli we śnie i wzięli do niewoli kompanię piechoty. Jednak już 23 marca oddziały słowackie spontanicznie skoncentrowały się w trzech miejscach: koło Stakčína major Matejka zebrał batalion piechoty i dwie baterie artylerii, w okolicy Michaloviec kapitan rezerwy Štefan Haššik zgromadził cztery bataliony piechoty i kilka baterii artylerii, koło Prešova powstało zgrupowanie pod dowództwem majora Šivicy. Na pomoc ruszyły oddziały z głębi kraju, lecz ich marsz na wschód był spowalniany przez naciski niemieckie i problemy komunikacyjne. Ponadto musiały one zabezpieczać, również zagrożoną przez wojska węgierskie, południową granicę kraju.
23 marca doszło do intensywnych walk w okolicy Stakčína, z udziałem lotnictwa. Słowacy zatrzymali węgierski atak, z kolei ich kontratak rankiem 24 marca się nie powiódł, podobnie jak kolejny atak węgierski. Linia frontu się ustabilizowała aż do czasu zawieszenia broni.
W nocy z 23 na 24 marca do Michaloviec przybył major Kubíček, który objął dowództwo nad tamtejszym zgrupowaniem. W Preszowie naprawiono pięć samochodów pancernych OA wz. 30, uszkodzonych wcześniej przez czeskie załogi. Obsadzone zebranymi naprędce słowackimi załogami, samochody dotarły do Michaloviec nad ranem 24 marca. Następnie zgrupowanie michaloveckie wyprowadziło kontratak i wyparło Węgrów ze wsi Závadka (około 10 km na wschód od Michaloviec) na linię rzeki Okny. Przed północą z 24 na 25 marca zgrupowanie michalovieckie zaatakowało Węgrów we wsi Nižná Rybnica, ale zostało odparte i wycofało się w nieładzie, tracąc dwa samochody pancerne. Tymczasem do Michaloviec przybyły z Martina cztery samochody pancerne OA wz. 30, trzy lekkie czołgi LT wz. 35 i działko przeciwpancerne 37 mm.

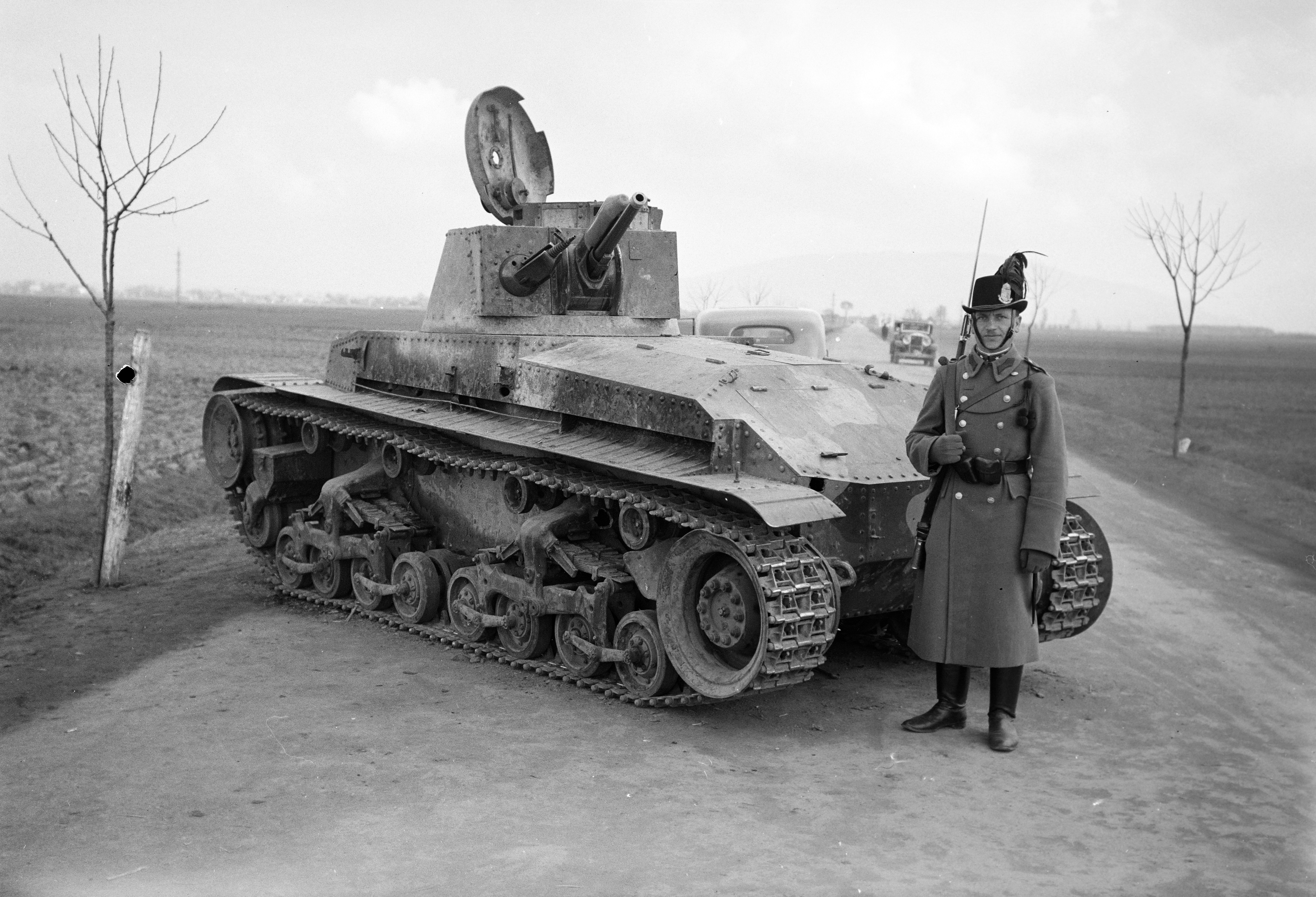
Zdobyczny słowacki czołg LT wz. 35 w rękach Węgrów

25 marca do Michaloviec przybyły oddziały 41. pułku piechoty i jedna bateria 202. pułku artylerii górskiej. Major Kubícek zaplanował atak na południe tego dnia, ale do tego czasu weszło w życie zawieszenie broni. 26 marca do Michaloviec przybyły pozostałe oddziały 202. pułku artylerii górskiej oraz oddziały 7. i 17. pułku piechoty. W Michalovcach znalazło się w ten sposób 15 tysięcy słowackich żołnierzy. Oddziały węgierskie były jednak liczniejsze, lepiej zorganizowane, dobrze okopane i dysponowały artylerią przeciwpancerną, która niweczyła jedyną przewagę Słowaków – czołgi.
W wojnie węgiersko-słowackiej dość istotną rolę odegrało lotnictwo. Mimo braku personelu latającego słowackie samoloty wykonywały loty rozpoznawcze i bombowe. Z kolei lepiej wyposażone i wyszkolone węgierskie lotnictwo zwalczało słowackie samoloty. 25 marca węgierskie lotnictwo zbombardowało słowackie lotnisko w Spiskiej Nowej Wsi, zabijając 13 osób i raniąc 17. Nalot okazał się mało skuteczny, gdyż nie uniemożliwił użytkowania lotniska – jedynego we wschodniej Słowacji. W ramach odwetu planowano nocny nalot bombowy na Budapeszt, ale plany zostały zaniechane wobec zawieszenia broni. W wojnie strona słowacka straciła dziewięć Avii B-534 i cztery Letovy Š-328, a węgierska – jednego Fiata CR.32.
Zawieszenie broni zostało zawarte pod niemieckim naciskiem 24 marca. Walki trwały jednak do 31 marca.
Po stronie słowackiej zginęło 22 żołnierzy i 36 cywilów, zaś 360 żołnierzy słowackich i 311 czeskich dostało się do węgierskiej niewoli. Po stronie węgierskiej straty (łącznie z kampanią na Zakarpaciu) wyniosły 23 zabitych i 55 rannych.

## Rezultat
Wbrew świeżo zawartemu traktatowi o ochronie Niemcy nie udzieliły Słowacji pomocy militarnej w trakcie wojny, ani pomocy politycznej w toku rokowań pokojowych w pierwszych dniach kwietnia, a jedynie nalegały na jak najszybsze zakończenie konfliktu. Toteż w traktacie zawartym 4 kwietnia 1939 w Budapeszcie Słowacja została zmuszona do odstąpienia Węgrom pasa ziem wokół Stakčína i Sobranec o powierzchni 1697 km² z 69 930 mieszkańcami i 78 miejscowościami.
Ziemie te zostały odzyskane przez Czechosłowację po II wojnie światowej, jednak ich wschodni pas (nad Użem) został przyłączony do Ukraińskiej SRR (obwód zakarpacki).